# نبوویدی
نبوویدی (به چکی: Nebovidy) یک منطقهٔ مسکونی در جمهوری چک است که در ناحیه کولین واقع شده‌است. نبوویدی ۴٫۷۵ کیلومتر مربع مساحت دارد ۲۴۷ متر بالاتر از سطح دریا واقع شده‌است.